# Thysanotus ramulosus
Thysanotus ramulosus là một loài thực vật có hoa trong họ Măng tây. Loài này được Brittan miêu tả khoa học đầu tiên năm 1971.